# Sapobully
Sapobully, pseudonimo di Romano Maiorella (Venosa, 25 ottobre 1998), è un rapper italiano.

## Carriera

### Carriera con FSK Satellite (2017 - 2021)
La sua carriera musicale iniziò nel 2017 nel collettivo FSK Satellite, composto dallo stesso Sapobully, allora noto come SapoHaze, e Chiello, Taxi B, allora noto come Disa, ThugNizu, Powv e YoungGucci, oltre che dal producer torinese Greg Willen.
Con gli FSK Satellite, trovò il successo con il brano La prova del cuoco, pubblicato il 10 maggio 2019 e successivamente inserito nel loro primo album in studio FSK Trapshit, pubblicato il 12 luglio 2019 per l'etichetta Thaurus e distribuito da Universal. L'album conteneva 11 brani e, oltre a La prova del cuoco, numerosi brani di successo tra i quali No spie, Melissa P, nel quale tuttavia Sapobully non è presente, e i due featuring, rispettivamente con Daytona KK e Rosa Chemical, in Pick Up e 4L, quest'ultimo cantato dai soli Sapobully e Rosa Chemical. In seguito, il 6 dicembre dello stesso anno seguì la pubblicazione di FSK Trapshit Revenge, riedizione di FSK Trapshit contenente sette brani inediti, compresi Ansia no, certificato disco d'oro a febbraio dell'anno successivo, Camoscio, Bla bla e Capi della Trap, featuring con Guè Pequeno. L'album è giunto alla sesta posizione nella Classifica FIMI Album e, nel settembre del 2020, superando il limite delle 50.000 vendite ha ottenuto il Disco di platino.
Nel 2020 il gruppo partecipò all'album Elo di DrefGold con il featuring in Snitch e impicci, certificato Disco di Platino e debuttato al sesto posto nella Top Singoli. Anticipato dal singolo Settimana al caldo, inserito nell'album, l'11 settembre seguì la pubblicazione del secondo album Padre figlio e spirito, contenente quindici tracce, tra cui i featuring con i rapper Sfera Ebbasta e Chief Keef e Tadoe, rispettivamente, nei brani Soldi sulla carta e Ho fatto.
Il 29 giugno 2021 i membri del gruppo annunciarono, tramite un comunicato pubblicato sui propri profili social, la decisione di dividersi e di dedicarsi a progetti da solisti, pubblicando, pochi giorni dopo, il loro ultimo singolo Sudditaliano.

### Carriera da solista (2021-presente)
Già a partire dal 2018 aveva cantato da solista come nel mixtape Zingaro, con Chiello e alcuni featuring di Taxi B. Nei due anni successivi partecipò ai singoli Ferro sporco e Vita sbagliata, rispettivamente di Daytona KK e Niko Pandetta, e in particolare nella prima metà del 2020 aveva pubblicato Mitra, il suo primo singolo da solista, e aveva collaborato con Taxi B, Ion e Sayanbull in Mobster.
Dopo la separazione con gli FSK, tra il 2021 e il 2022 partecipò come artista ospite in alcuni singoli di altri artisti, in particolare a VVS&Molly RMX di Theloniuous B e 360 di Yamba, nel quale si registra anche la presenza di DrefGold. Dopo la partecipazione, in estate, a One Take FM, nel settembre 2022 rilascia il singolo Too Famous, il suo primo singolo da solista a partire dalla separazione con gli FSK Satellite.
Dopo un periodo di inattività durato oltre un anno, nel settembre 2023 partecipa a Delinquendo RMX di Dismee, nel quale compare anche Mingo MH.
Il 24 novembre 2023 pubblica il singolo Ollare, a cui seguono Batman, con il featuring di Taxi B, e nuovi singoli e collaborazioni nei primi mesi del 2024, tra i quali la partecipazione al singolo Messina Denaro di Baby Kirua e il singolo Pakistan. Il 13 giugno 2024 collabora con YTN Maden, emergente appartenente al roster Milano Ovest, nel singolo Grave Digger e, una settimana dopo, partecipa anche a Mafia e pasta di LB Gang. Dopo averlo anticipato con l'uscita del singolo Hate Be Sober, il 24 ottobre 2024 rilascia Smetto quando voglio, il primo album da solista composto da 16 tracce, nel quale spiccano, oltre ai quattro singoli rilasciati in precedenza (in ordine cronologico Too Famous, Ollare, Skimask e Pakistan), le due collaborazioni con Chiello e Taxi B rispettivamente nelle tracce Trapstar e Sexy Baby.
Nel gennaio 2025 è pubblicato il singolo Birkin di Taxi B, a cui partecipano Sapobully, Baby Kirua e Almighty Bryan. In seguito il 6 giugno Sapobully pubblica il singolo Baby, seguito l'11 luglio 2025 da Tequila, quest'ultimo un featuring con Bello Figo. I due singoli anticipano l'EP originale 4Ever Tape #1, contenente Baby e Tequila assieme ad altri 5 brani, pubblicato il 24 luglio 2025.

## Discografia

### Da solista

#### Album in studio
- 2024 - Smetto quando voglio

#### Mixtape
- 2018 - Zingaro (con Chiello)

#### EP
- 2025 - 4Ever Tape #1

#### Singoli
- 2020 - Mitra (prod. Greg Willen)
- 2023 - Batman (feat. Taxi B)
- 2025 - Baby

#### Come artista ospite
- 2019 - Ferro Sporco (Daytona KK feat. Sapobully)
- 2019 - Cocaina (Young Rame feat. Sapobully)
- 2020 - Vita sbagliata (Niko Pandetta feat. Sapobully)
- 2021 - VVS&Molly RMX (Thelonious B feat. Sapobully)
- 2021 - Killer (Daytona KK feat. Sapobully)
- 2021 - Money Maker (ONI One feat. Sapobully)
- 2022 - El Chapo & Montana (Dot Valentino feat. Sapobully)
- 2022 - Shakira (One Take FM feat. Sapobully)
- 2024 - Messian Denaro (Baby Kirua feat. Sapobully)
- 2024 - Grave Digger (YTN Maden feat. Sapobully)
- 2024 - Mafia e Pasta (LB Gang feat. Sapobully)
- 2024 - No Rapper (Thierry feat. Sapobully)

#### Collaborazioni
- 2020 - Mobster (con Ion, Sayanbull e Taxi B)
- 2021 - 360 (con Yamba e DrefGold)
- 2023 - Delinquendo RMX (con Dismee e Mingo MH)
- 2025 - Birkin (con Taxi B, Baby Kirua e Almighty Bryan)

### Con gli FSK Satellite

#### Album in studio
- 2019 - FSK Trapshit
- 2020 - Padre figlio e spirito

#### Singoli
- 2018 - Fsk (prod. Greg Willen)

#### Collaborazioni
- 2020 - Snitch e impicci (con DrefGold)
- 2020 - Ragazzi della nebbia (con Mace e Irama)